# Gibsoniothamnus epiphyticus
Gibsoniothamnus epiphyticus är en tvåhjärtbladig växtart som först beskrevs av Paul Carpenter Standley, och fick sitt nu gällande namn av Louis Otho Otto Williams. Gibsoniothamnus epiphyticus ingår i släktet Gibsoniothamnus och familjen Schlegeliaceae. Inga underarter finns listade i Catalogue of Life.